# Schlacht bei Mars-la-Tour
Weißenburg – Spichern – Wörth – Colombey – Straßburg – Toul – Mars-la-Tour – Gravelotte – Metz – Beaumont – Noisseville – Sedan – Sceaux – Chevilly – Bellevue – Artenay – Châtillon – Châteaudun – Le Bourget – Coulmiers – Amiens – Beaune-la-Rolande – Villepion – Loigny und Poupry – Orléans – Villiers – Beaugency – Nuits – Hallue – Bapaume – Villersexel – Le Mans – Lisaine – Saint-Quentin – Buzenval – Paris – Belfort
Die Schlacht bei Mars-la-Tour (in den Quellen auch Schlacht bei Vionville oder Schlacht bei Rezonville) wurde am 16. August 1870 während des Deutsch-Französischen Krieges in der Nähe der Ortschaften Mars-la-Tour und Vionville im Nordosten Frankreichs, etwa 20 Kilometer westlich von Metz geschlagen. Zwei preußische Korps besiegten die zahlenmäßig deutlich überlegene komplette „Französische Rheinarmee“ und zwangen diese zum Rückzug in die Festung Metz.

## Ausgangssituation
Die Schlachten in den ersten Wochen des Krieges hatten gezeigt, dass die französische Strategie nicht mehr umsetzbar war. Der geplante Vormarsch nach Deutschland hinein war nicht mehr möglich. Gleichzeitig war der erhoffte Kriegseintritt dritter Nationen (z. B. Österreich, Italien, Dänemark) auf Seiten Frankreichs nicht mehr zu erwarten.
Die Rheinarmee unter Bazaine sollte sich daher von Metz über Verdun und Sainte-Menehould nach Châlons zurückziehen und mit den weiteren Einheiten unter Mac-Mahon und Canrobert vereinigen. Dieser Rückzug wurde aber aus verschiedenen Gründen immer weiter herausgezögert, zuletzt durch die Schlacht bei Colombey am 14. August. Marschall Bazaine wurde kritisiert, den Rückzug nicht energisch vorangetrieben zu haben. Der Rückzug begann nach einer Verzögerung von insgesamt einer Woche am 15. August 1870 über Gravelotte und ab hier in zwei Kolonnen über Doncourt und Étain bzw. über Vionville, Mars-la-Tour und Fresnes. Ab Verdun sollte wieder zusammen marschiert werden. Jedoch bereits für den Morgen des 16. August war wieder ein Halt befohlen worden, um Verpflegung und Munition zu ergänzen, Einheiten aufschließen zu lassen, den Train zu organisieren und eventuell am Nachmittag weiterzumarschieren.
Nach Colombey hatte das preußische III. Korps unter General von Alvensleben den Auftrag, die Mosel bei Novéant und Champey zu überschreiten. Hierbei wurde es durch die 6. Kavalleriedivision unter Herzog Wilhelm von Mecklenburg-Schwerin verstärkt. Gleichzeitig war das X. Korps (Voigts-Rhetz), das Pont-à-Mousson und das linke Moselufer bereits besetzt hatte, angewiesen, mit der 5. Kavalleriedivision (Generalleutnant von Rheinbaben) die Straße Metz-Verdun aufzuklären. Ziel war es, festzustellen, ob die französische Armee aus Metz bereits abgezogen oder noch im Abzug begriffen sei.
Eine Rekognoszierung des 1. Hannoverschen Dragoner-Regiments Nr. 9 ergab, dass sich französische Truppen aus Metz in Richtung Verdun zurückzogen. In der Annahme, dass dies nur noch die Nachhut sei, befahl der Kommandeur der 2. Armee, Prinz Friedrich Karl den sofortigen Angriff, allerdings mit nur zwei Korps.
Das III. Korps sollte über Gorze und Onville, das X. Korps über Thiaucourt einen Vorstoß gegen die Straße Metz-Verdun ausführen.
Die weiteren Korps der 2. Armee (Garde, XII., IV., II. und IX.), die zum Teil ebenfalls bereits die Mosel überschritten hatten, sollten den Marsch nach Westen fortsetzen, um die Franzosen an der Maas zu stellen. Hierbei setzte das Oberkommando voraus, dass die Hauptmasse der Rheinarmee schon in vollem Marsch nach Verdun sei. Dies war jedoch nicht der Fall. Zwar war der bereits am 13. August geplante, aber durch die Schlacht bei Colombey unterbrochene Abmarsch der Franzosen nach Westen am 15. begonnen worden, doch waren der linke Flügel (2. und 6. Korps und Garde) auf der südlichen Straße erst bis Rezonville, der rechte Flügel (3. und 4. Korps) nur zum Teil bis Vernéville gelangt. Drei Divisionen standen noch im Moseltal, daher befahl Bazaine, dass am 16. der weitere Rückzug erst nachmittags stattfinden sollte, um das 3. und 4. Korps nachkommen zu lassen.

## Die Schlacht

Befehlshaber
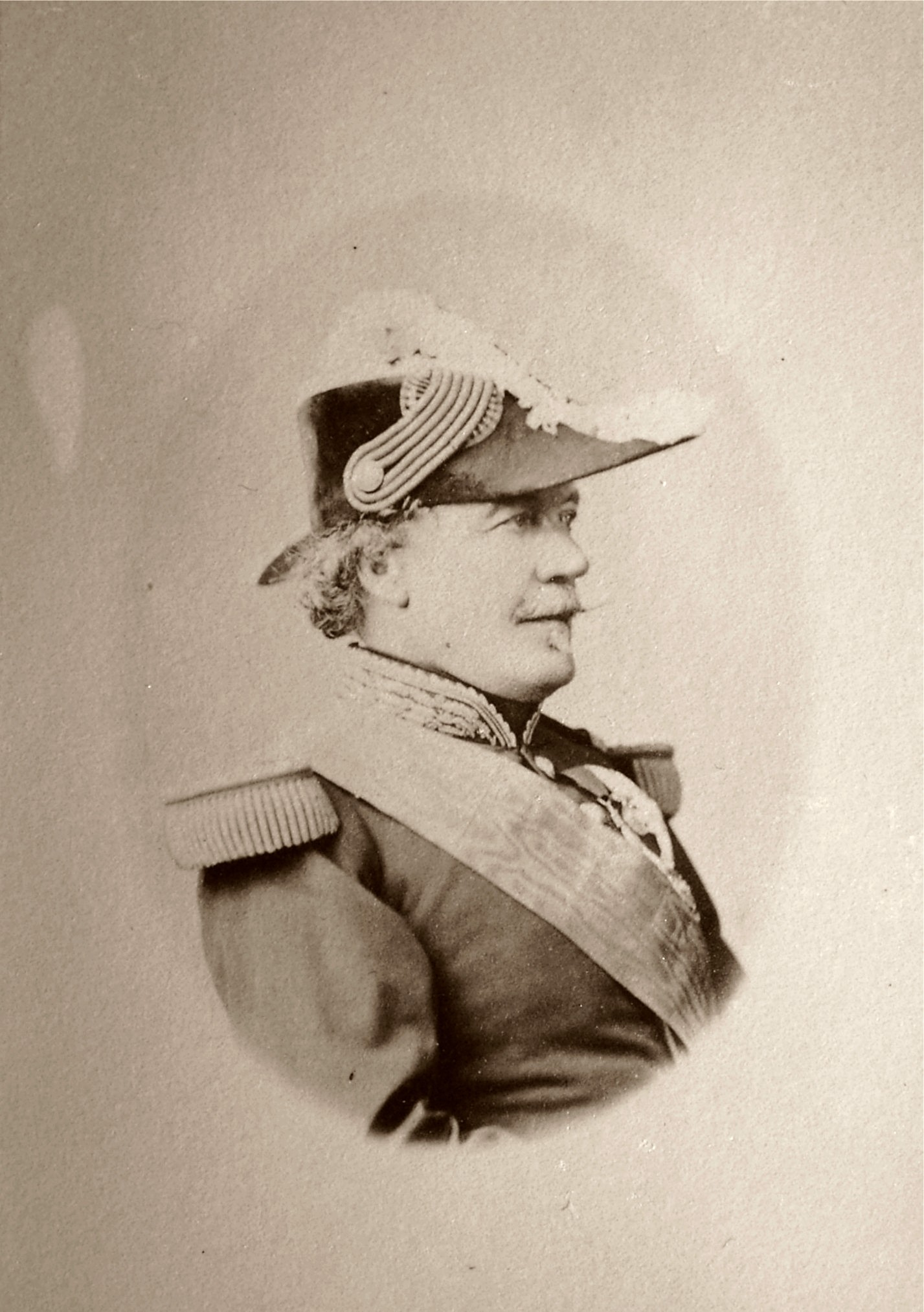
Marschall François de Canrobert
Constantin von Alvensleben, Kommandeur des III. Armee-Korps
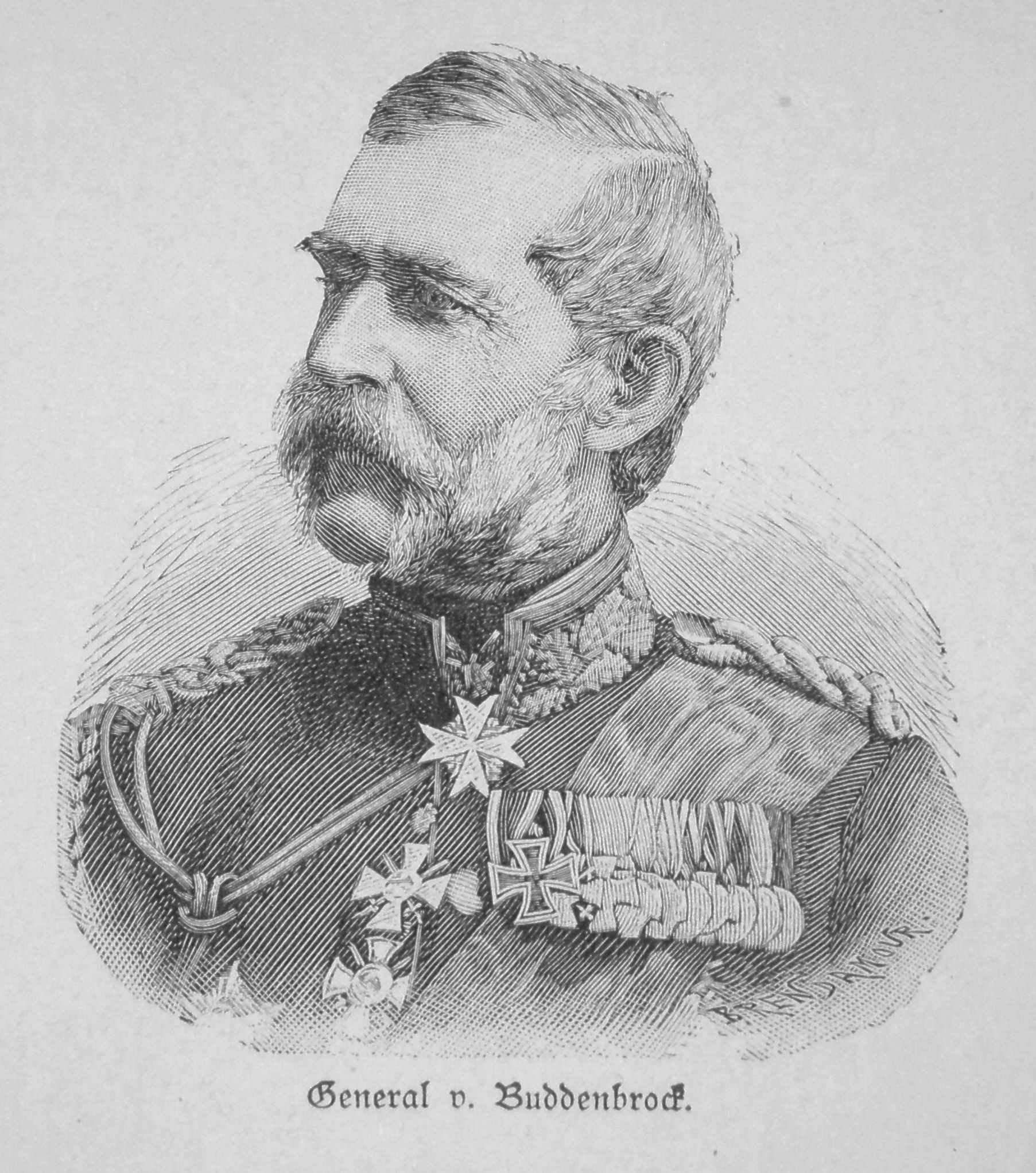
Gustav von Buddenbrock, Führer der deutschen 6. Division
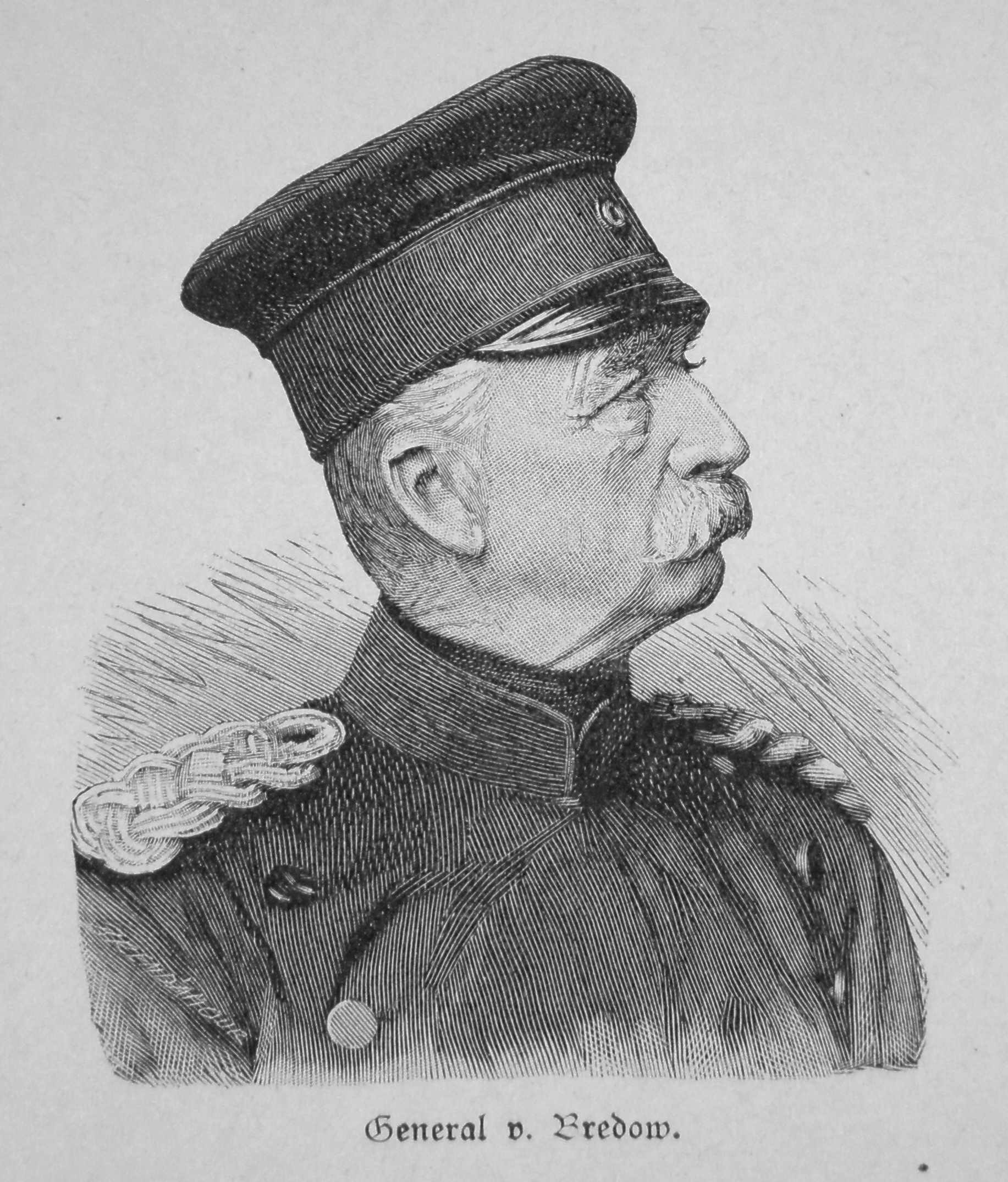
Adalbert von Bredow

Das deutsche III. Korps unter General von Alvensleben traf bei seinem Vorstoß in Richtung Rezonville auf drei komplette französische Korps. Ein viertes, das französische 3. Korps, befand sich in unmittelbarer Nähe.

### Erste Kämpfe
Die Vorhut der abrückenden Franzosen bildete die 3. Kavalleriedivision von Général de division Forton. Diese wurde bei Vionville von der Artillerie der deutschen 3. und 6. Division überrascht und zog sich ungeordnet zurück. Das französische 2. Korps unter General Frossard ging mit zwei Divisionen in Richtung des Kanonendonners vor, die Division des Generals Bataille drang gegen Vionville und Flavigny vor und vertrieb die dort stehende deutsche Kavallerie. Die südliche parallel vorgehende Division unter General Vergé sicherte die Höhenzüge nördlich Gorze. Dahinter ließ Marschall Canrobert die beiden Divisionen unter General Bisson und Lafont de Villiers in Richtung auf Flavigny folgen, während sich die Division unter La Vassor-Sorval hinter den Kolonnen des Generals Vergé formierte und die Division Tixier als Reserve herangezogen wurde. Die schwachen Batterien der deutschen 6. Kavallerie-Division mussten sich eilig auf Tronville zurückziehen. Etwa gegen 10 Uhr erhielten die deutschen Reiter Verstärkung durch die ankommende 5. (General von Stülpnagel) und 6. Division (General von Buddenbrock), die von Gorze und Onville her das Schlachtfeld erreichten.
General von Alvensleben, dessen Truppen vom Süden herankamen, befahl der Infanterie sofort den Angriff, er ging dabei davon aus, nur noch die französische Nachhut vor sich zu haben. Die 6. Division stieß nördlich bis Tronville vor und schwenkte dann teilweise nach Osten in Richtung der rechts vorgehenden 5. Division ab. Gegen 11.00 fiel der Kommandeur der frisch eingreifenden 9. Brigade, Generalmajor von Doering, während rechts außen die 10. Brigade (Generalmajor von Schwerin) am westlichen Rand des Bois des Ognons aufschloss. Die 11. Brigade unter Generalmajor von Rothmaler rang um Flavigny und eroberte gegen 11.30 Uhr den Ort Vionville, die 12. Brigade rückte links außen gegen die Stellungen des französischen 6. Corps vor. Damit hatten sich die beiden deutschen Divisionen zwischen den Ortschaften Vionville und Flavigny vereinigt und verringerten somit die Gefahr, voneinander getrennt zu werden. Bis zum Mittag hatte die 5. Division Flavigny erobert, während gleichzeitig die Divisionsartillerie in einer Linie gegen den Ort Rezonville kämpfte. Das 24. Regiment der 12. Brigade befand sich in einer langen gestreckten Linie nordwestlich von Vionville und wurde dabei fast ununterbrochen vom französischen 6. Korps unter Marschall Canrobert angegriffen, wobei der deutsche Brigadekommandeur Oberst von Bismarck schwer verwundet wurde. In diesen Positionen mussten sich die deutschen Einheiten ohne nennenswerte Verstärkung, nur ein Regiment der 37. Brigade (Oberst Peter von Lehmann) vom X. Korps konnte zur Unterstützung eingreifen, den ganzen Nachmittag über gegen den mehrfach überlegenen Gegner halten. Das zahlenmäßig 1:5 unterlegene deutsche III. Korps verhinderte mit der Einnahme von Vionville weitere Rückzüge nach Westen. Einmal vom Rückzug abgeschnitten, hatte die französische Armee bei Metz keine Chance mehr, die Schlacht zu verhindern.
Hauptrangiges Ziel von Marschall Bazaine war es, nicht von Metz abgedrängt zu werden. Er ging daher nicht nur mit den beiden Korps vor Vionville zurückhaltend vor, sondern ließ seinen linken Flügel bei Gravelotte durch die Garde und eine Division des 6. Korps verstärken, weil er dort irrtümlicherweise den Hauptangriff der Preußen erwartete.
Nach dem Verlust von Vionville und Flavigny, als ein Flügel des 2. Korps zurückweichen musste, begannen Kavallerieangriffe von beiden Seiten. Den 11. und Braunschweiger Husaren gelang es hierbei zwar beinahe, Bazaine selbst gefangen zu nehmen, aber keiner der Angriffe konnte die gesetzten Ziele erreichen. Im Raum Rezonville rückte die 2. Garde-Division (General Picard) und die Division La Vassor ein. Der Angriff der deutschen 6. Kavalleriedivision (Wilhelm zu Mecklenburg) wurde südlich von Rezonville durch die in Stellung gegangene und noch ausgeruhte französische Gardedivision abgewiesen.

### Reiterattacke der Brigade Bredow
Gegen 14.00 Uhr bemerkte Marschall Canrobert, dass der linke Flügel der deutschen 6. Division in Bedrängnis geraten war und befahl daher einen allgemeinen Angriff des 6. Korps. Von der französischen Artillerie angegriffen und einen Einfall der Franzosen an der linken Flanke fürchtend, sandte General von Alvensleben eine Nachricht an den Kommandeur der 12. Kavalleriebrigade, Generalmajor Adalbert von Bredow, mit dem Befehl, die französische Artillerie unter General Canrobert und die Reiterverstärkung der Franzosen auszuschalten.
Unter der Devise „Koste es, was es wolle“ befahl von Bredow seiner Brigade, die aus dem Magdeburgischen Kürassier-Regiment Nr. 7 und dem Altmärkischen Ulanenregiment Nr. 16 bestand, um 14 Uhr, vorzurücken. In dem später als von Bredows Todesritt bekannt gewordenen Vorgehen rückten die Kavalleristen vor, während von Bredow klug das Terrain und den Kanonenrauch nutzte, um die Bewegungen der Brigade so lange wie möglich vor den französischen Spähern geheim zu halten. Knappe 1000 Meter vor den französischen Linien heranstürmend brachen die Deutschen durch und verursachten weiträumige Panik unter den Soldaten von Canrobert. Die französische Reiterei versuchte, die Deutschen zu stoppen; dies wurde aber von den eigenen Soldaten vereitelt, da diese in ihrer Panik auf alle Reiter innerhalb ihrer Schussreichweite feuerten.
Nachdem sie auftragsgemäß die französische Artillerie und Kavallerie eliminiert hatte, wurde die Reiterbrigade von ca. 3000 französischen Reitern aus der Seite attackiert – es war dies die Kavalleriedivision Legrand mit dem 2e régiment de hussards, dem 7e régiment de hussards, dem 3e régiment de dragons, dem Régiment de dragons de la garde, dem Régiment de lanciers de la garde, dem 7e régiment de cuirassiers und dem 10e régiment de cuirassiers; die Brigade von v. Bredow musste sich zurückziehen. Die Verluste betrugen ungefähr die Hälfte. Unter den Verwundeten befand sich auch Herbert von Bismarck, der Sohn des damaligen preußischen Ministerpräsidenten Otto von Bismarck. In Freiligraths Gedicht „Die Trompete von Vionville“ wird dies beschrieben.
Nach diesem Angriff waren sowohl die deutschen, als auch die französischen Truppen erschöpft und litten unter Munitionsmangel. Bis gegen 16 Uhr fanden daher nur wenige Kämpfe statt. Am 17. August war Ruhe, auch um beiderseits die Verbände neu zu ordnen. Am 18. August lebten mit den Schlachten bei Gravelotte und St. Privat die Gefechte wieder auf.

### Später Nachmittag

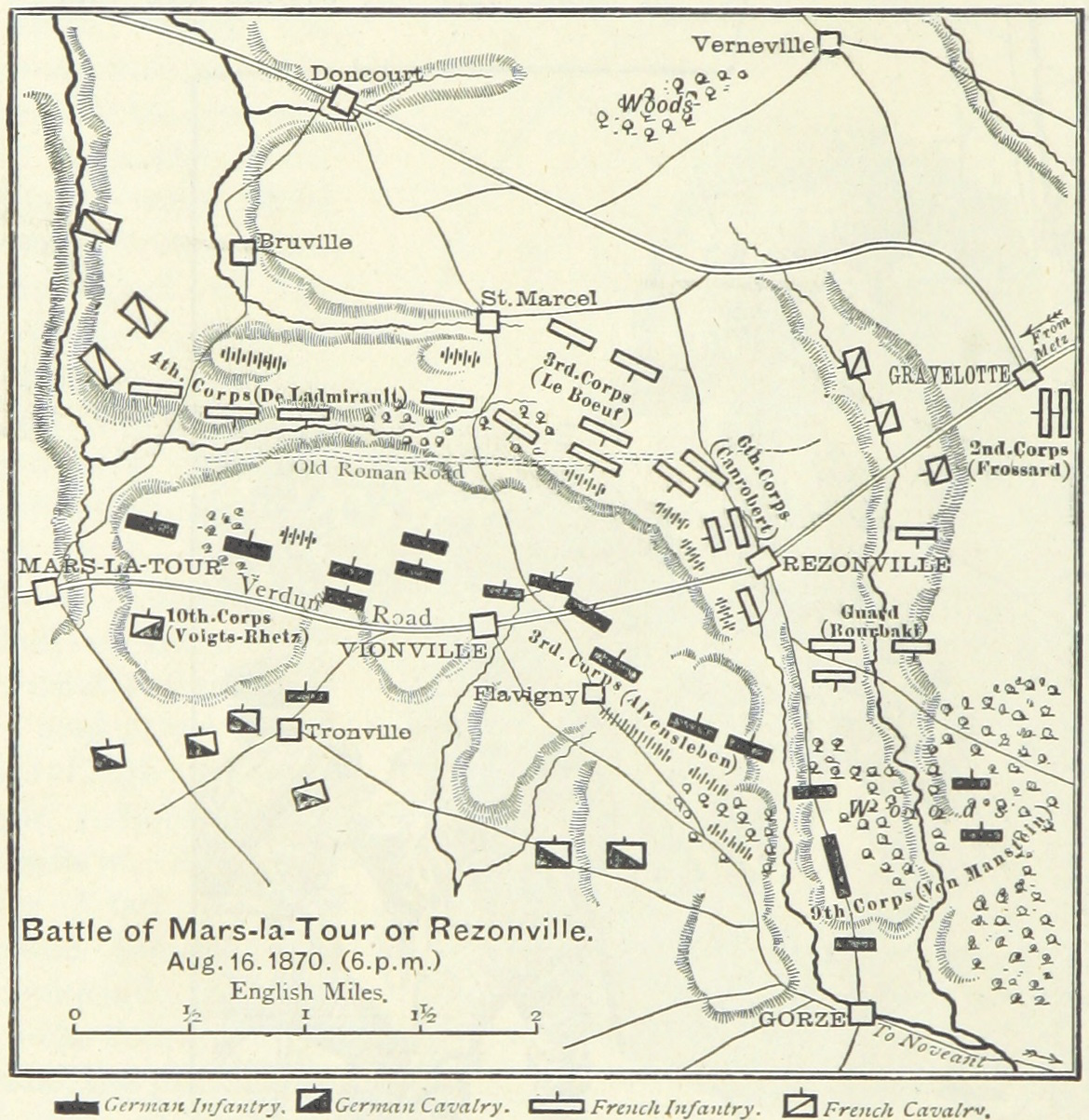
Lage gegen 16.00 Nachmittag

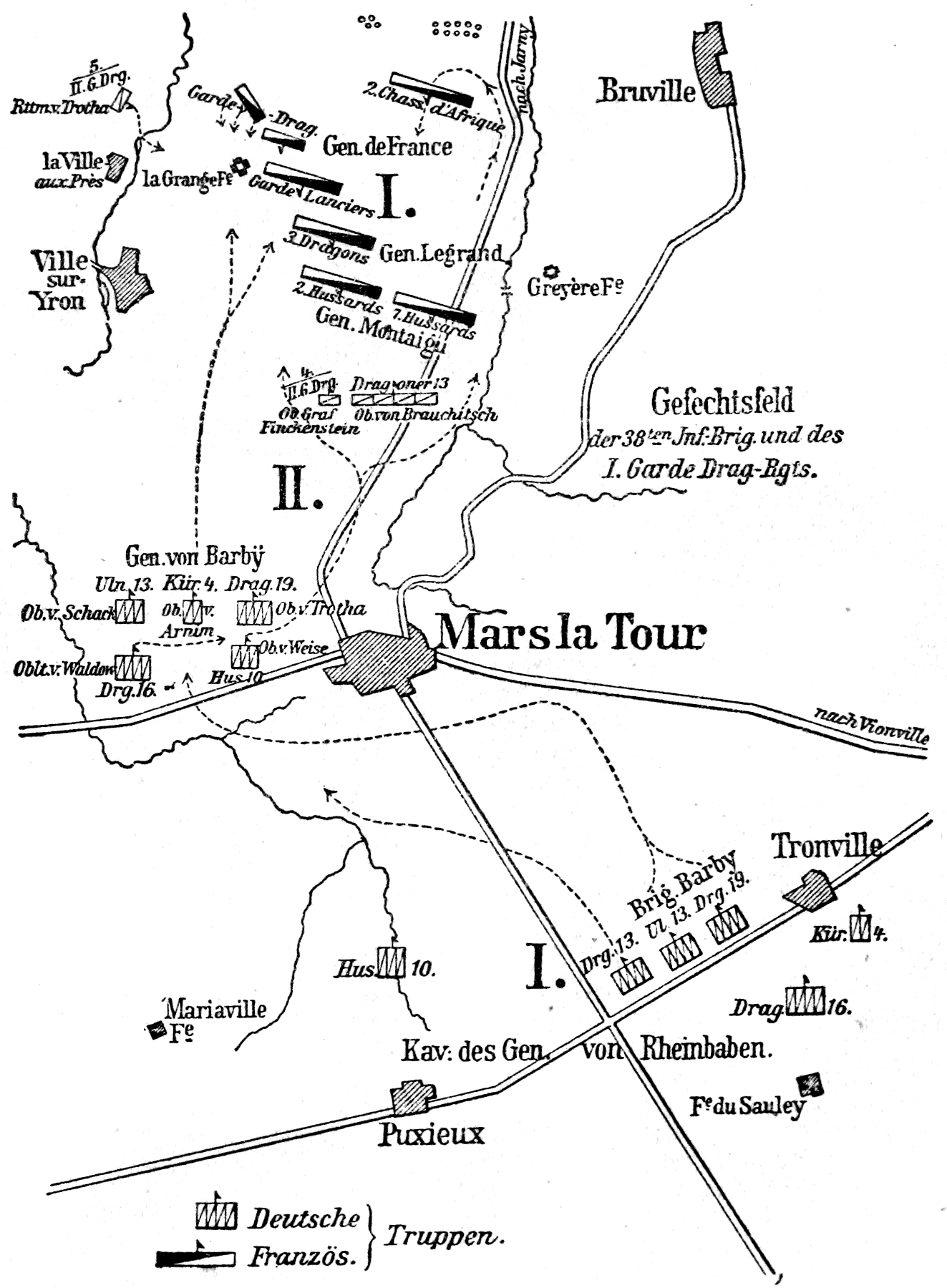
Lage am linken Flügel des X. Armeekorps bei Mars-la-Tour; Aus Krieg und Sieg 1870–1871

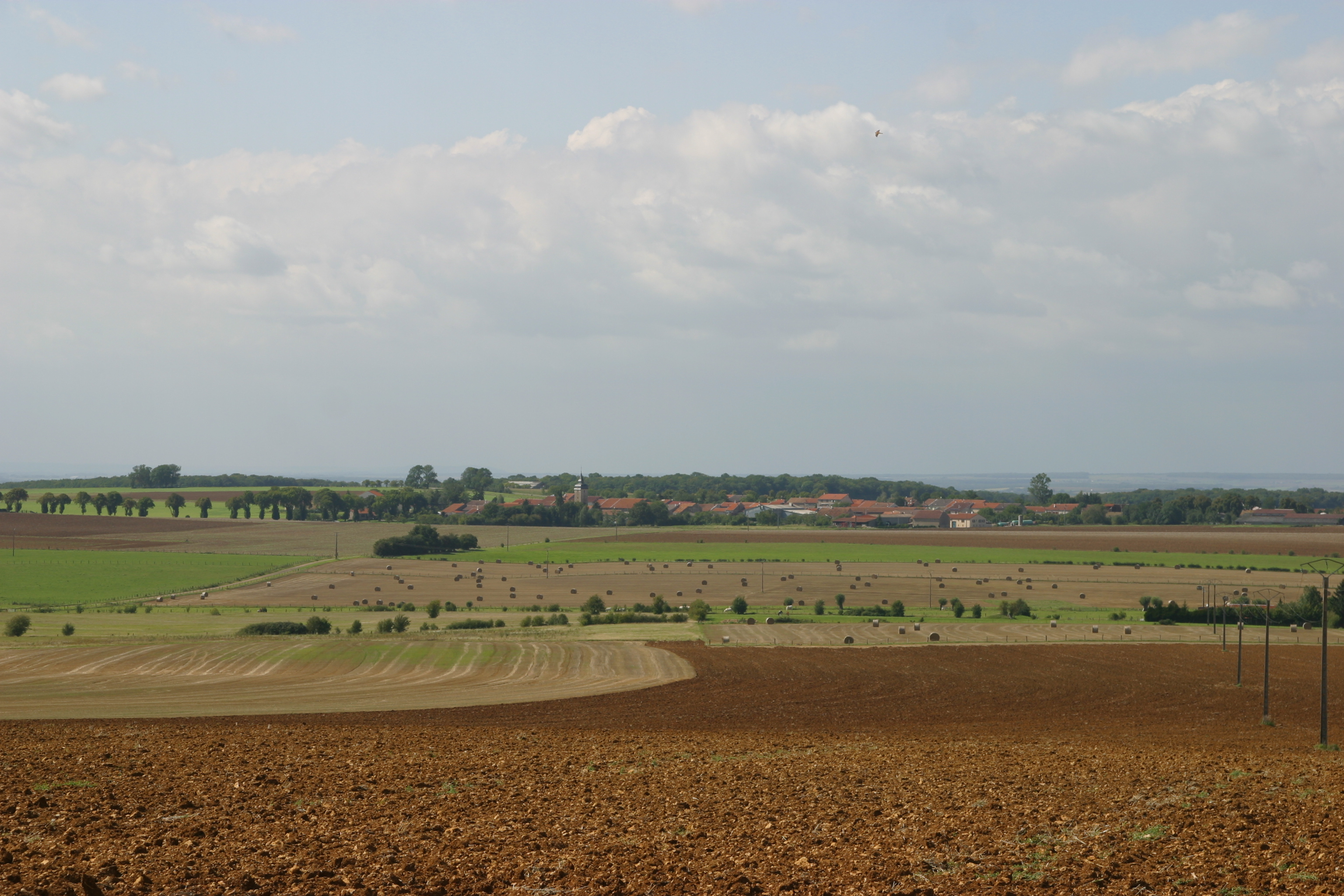
Blick auf das heutige Vionville, vom Standort Friedrich Karls aus

Auf deutscher Seite traf gegen 15.30 Uhr der Armeekommandeur Prinz Friedrich Karl ein. Er leitete die weitere Schlacht von einer leichten Erhebung südlich von Vionville aus.
General Bazaine war es derweil am linken Flügel gelungen, das abgekämpfte 2. Korps auf eine geschützte Schlucht hinter Gravelotte zurückzuziehen und dem Feind frische Truppen entgegenzustellen. Nach gelungener Versorgung griffen gegen 16 Uhr die Franzosen mit dem 3. Korps (Leboeuf) und einer Division des 4. Korps (Ladmirauld) von Saint-Marcel und Bruville her wieder an. Dabei wurde der linke deutsche Flügel aus den Tronviller Büschen vertrieben und hinter Tronville zurückgedrängt. In diesem kritischen Augenblick traf nach einem Gewaltmarsch die 39. Brigade der 20. Division (General von Kraatz-Koschlau) bei Tronville ein. Teile der 40. Brigade des Generals von Diringshofen kamen der 5. Division zu Hilfe, während die Artillerie den weiteren französischen Vormarsch stoppte. Im Gegenangriff gelang es dem 79. und 17. Regiment die Tronviller Büsche wieder zu besetzen.
Etwa gleichzeitig trafen von Westen her ein Teil der 19. Division (General von Schwartzkoppen) und die 38. Brigade (mit den Regimentern Nr. 16 und Nr. 57) auf dem Schlachtfeld ein. Die 38. Brigade unter Generalmajor von Wedell hatte auf dem Marsch nach Étain an der Maas bereits einen Marsch von zwölf Stunden zurückgelegt. Der Angriff auf die französische Flanke von Mars-la-Tour aus gegen die Höhen von Bruville wurde allerdings von den französischen Divisionen Grenier und Cissey unter schweren Verlusten (2.600 Mann) zurückgewiesen. Auch hier musste die Reiterei rettend eingreifen. Die Gardedragoner warfen die heftig nachdrängenden Franzosen auf der Yron-Hochfläche zurück, dabei fiel General Legrand an der Spitze seiner Kavalleriedivision. Der für die Deutschen siegreiche Ausgang eines Reiterkampfs (gegen 19 Uhr abends) bei Bruville, wo General von Barby mit fünf Regimentern die französische Kavallerie in die Flucht schlug, bewog General Ladmirault (Kommandeur des 4. Korps), von einem weiteren Angriff auf Mars-la-Tour und Tronville abzusehen, womit die Gefahr für den deutschen linken Flügel abgewendet war. Der rechte preußische Flügel hatte von Friedrich Karl von Preußen, der um 16 Uhr von Pont à Mousson auf dem Schlachtfeld eingetroffen war, den Befehl erhalten, nur seine Stellung zu behaupten.
Marschall Bazaine begnügte sich seinerseits damit, seine Verbindung nach Metz zu sichern, und unterließ es daher, seine Übermacht zu einem entscheidenden Angriff zu verwenden. Die vereinzelten Angriffe der Franzosen hatten daher ebenso wenig Erfolg wie andererseits die Vorstöße der zur Verstärkung der 5. Division herankommenden deutschen Truppenteile vom X. und VIII. Korps. Teile dieser Einheiten, z. B. die 16. Division unter von Barnekow waren, ohne einen Befehl abzuwarten, in Richtung auf den Gefechtslärm aufgebrochen.
Dabei wurde besonders um eine Anhöhe südlich von Rezonville erbittert gekämpft. Dreimal wurde diese Anhöhe von preußischen Einheiten, bestehend aus der 32. Infanterie-Brigade (72. und 40. Regiment) unter Oberst Rudolf von Rex von der 16. Division, verstärkt durch das 11. Regiment vom IX. Korps genommen, sie mussten sich aber jeweils nach Gegenangriffen der Franzosen wieder zurückziehen. Erst als es bereits dämmerte, gelang die endgültige Eroberung diese Anhöhe, nachdem die Artillerie und die 14. Kavallerie-Brigade (Generalmajor von Diepenbroick-Grüter) von der 6. Kavalleriedivision ebenfalls mit angriffen. Die Kämpfe endeten erst gegen 22 Uhr.

## Verluste
Die französischen Verluste beliefen sich nach Meyers an Toten, Verwundeten und Gefangenen auf 879 Offiziere und 16.128 Mann, die deutschen auf 711 Offiziere und 15.079 Mann, wovon das III. Korps 310 Offiziere und 6641 Mann, das X. Korps 202 Offiziere und 4945 Mann verlor. Wawro gibt Verluste von 16.500 Preußen, davon 626 Offiziere sowie 16.600 Franzosen, davon 837 Offiziere an. Berndt gibt die Preußischen Verluste an mit 15.800 Mann, davon 720 Offiziere. In dieser Zahl enthalten sind 970 Vermisste. Die Französischen Verluste betragen hiernach 16.930 Mann, davon 837 Offiziere. Darin enthalten 5.470 Gefangene und Vermisste. Auf deutscher Seite waren unter anderem auch der Generalmajor Wilhelm von Doering (Kommandeur der 9. Infanteriebrigade) gefallen und die Generalmajore Gustav Waldemar von Rauch (Kommandeur der Kölner 15. Kavallerie-Brigade) und Otto von Diepenbroick-Grüter (Kommandeur der 14. Kavallerie-Brigade) schwer verwundet worden. Von Diepenbroick-Grüter erlag wenige Wochen später seinen Verwundungen.
Aus der Sicht des späten 19. Jahrhunderts war noch wichtig, dass es den Franzosen in dieser Schlacht zum einzigen Mal während des gesamten Krieges gelungen war, eine deutsche Fahne zu erobern. Der Verlust dieser einzigen Fahne ist von Moltke ausdrücklich erwähnt worden. Dies war die Fahne des 2. Bataillons des 3. Westfälischen Infanterie-Regiments Nr. 16.

## Ergebnisse
Die Schlacht war ein taktisches Unentschieden, aber ein großer strategischer Sieg für die Preußen. Bazaine konnte mit seinen Truppen nicht mehr nach Verdun flüchten, sondern hatte den Rückzug in die Festung Metz befohlen.
Gründe hierfür waren neben den hohen Verlusten auch der Mangel an Munition. Der geplante Rückzug in Richtung Verdun war damit zunächst abgebrochen, aber erst in der Folge der Schlacht bei Gravelotte zwei Tage später gelang die Einschließung der französischen Armee in die Festung Metz (Belagerung von Metz).
Von Bredows erfolgreicher Angriff hatte einen entscheidenden Einfluss auf die zukünftige Kriegsführung. Der Erfolg der Kavallerie zeigte, dass Reiter immer noch eine wichtige Rolle in der Schlacht spielen konnten. Bis in den Ersten Weltkrieg unterhielt jedes europäische Land eigene Kavallerietruppen.